# Вернер II фон Хомберг
Вернер II фон Хомберг-Фробург (на немски: Werner II von Froburg, von Homberg (Hohenberg); * 1284; † 21 март 1320 при Генуа, Италия) е минезингер, граф на Фробург-Хомберг (1320 – 1323) в кантон Берн и в Золотурн, Швейцария, рицар и военен-хауптман на служба на германските императори Хайнрих VII и Фридрих Красивия.

## Биография
Той е син на граф Лудвиг I фон Хомберг, господар на Раперсвил († 1289 в битка) и съпругата му Елизабет фон Раперсвил († 1309), дъщеря наследничка на граф Рудолф IV фон Раперсвил († 28 юли 1262) и Мехтилд фон Нойфен († сл. 1267). Майка му се омъжва втори път пр. 12 март 1296 г. за граф Рудолф III фон Хабсбург-Лауфенбург († 1315). Тя разделя господството Раперсвил между децата си. Брат е на Клара фон Фробург, омъжена за Егено V фогт фон Матч († сл. 1313). Полубрат е на граф Йохан I фон Хабсбург-Лауфенбург († 1337).
През 1304 – 1305 г. Вернер II пътува през Германия. От тези години са запазени осем минезингер песни. През 1309 г. той е имперски фогт на Валдщете. През 1310 – 1313 г. участва в похода в Италия на крал Хайнрих VII, генерал-лейтенант на Ломбардия. От 1314 г. той е в свитата на крал Фридрих Красивия и се жени през 1315 г. за Мария фон Йотинген († 10 юни 1369), вдовицата на доведения му баща граф Рудолф III фон Хабсбург-Лауфенбург. Между 1317 и 1320 г. Вернер фон Хомберг дарява Либфрауен-капелата на манастир Оетенбах, където сестра му Цецилия († сл. 1338) е приорка. В Моргартен-войната той има преговарящо отношение. В похода до Генуа през 1319 – 1320 той умира, вероятно в Зимната война.

## Фамилия
Вернер II фон Хомберг-Фробург се жени между 11 юни 1315 и 6 април 1316 г. за графиня Мария фон Йотинген († 10 юни 1369), вдовица на доведения му баща граф Рудолф III фон Хабсбург-Лауфенбург, господар на Раперсвил († 22 януари 1315 в Монпелие), дъщеря на граф Фридрих I фон Йотинген († 1311/1313) и съпругата му Елизабет фон Дорнберг († 1309/1311). Имат един син:
- Вернер III, нар. Вернли, последен представител на клона Ной-Хомберг (* 1316 † 30 март/22 септември 1323 или сл. 25 май 1323[5])

Има и един извънбрачен син:
- Петер († сл. 4 март 1327)

Вдовицата му Мария фон Йотинген се омъжва трети път пр. 18 февруари 1326 г. за маркграф Рудолф IV фон Баден († 25 юни 1348).